# Tinospora

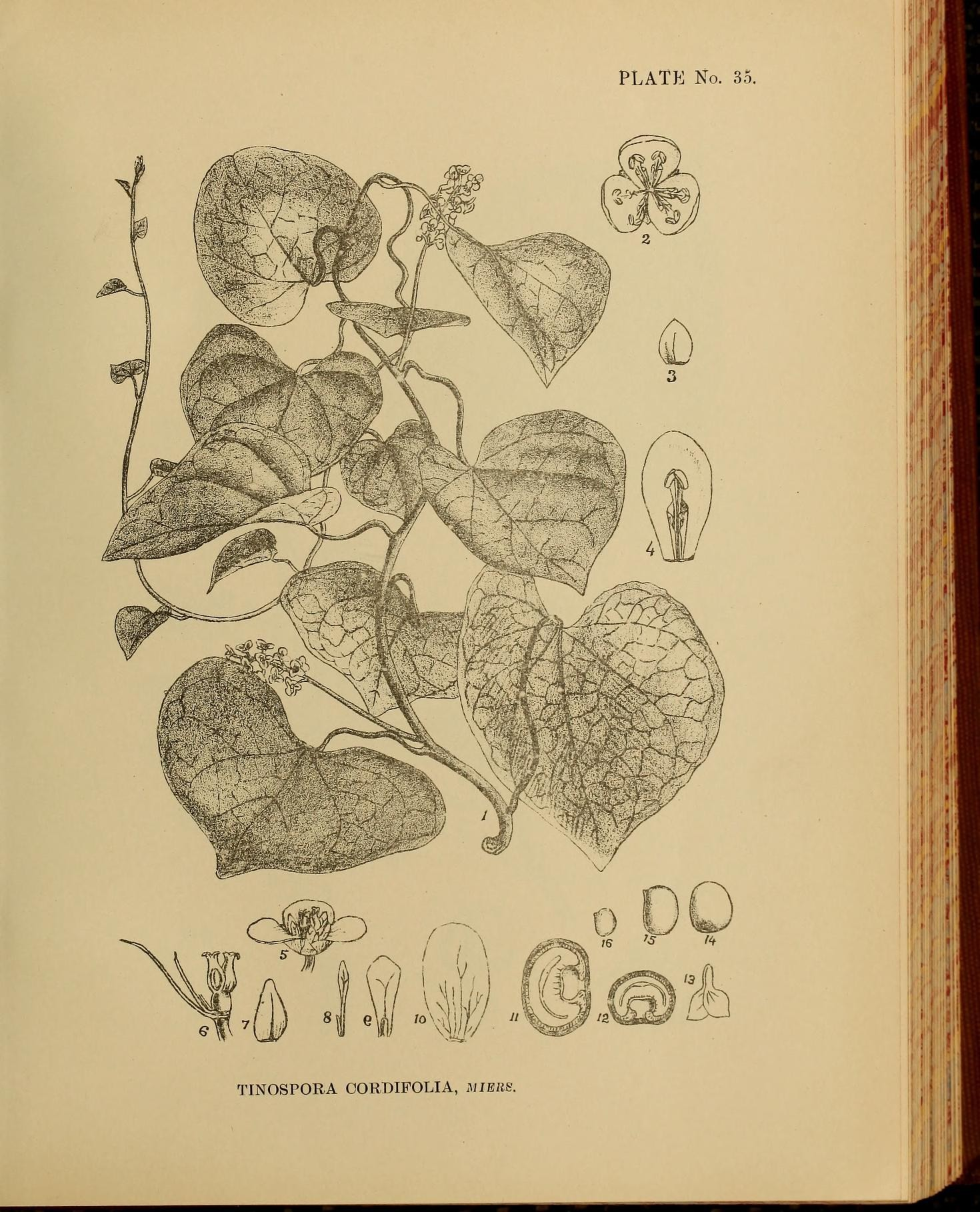
Tinospora srdčitá na botanické ilustraci

Tinospora (Tinospora) je rod rostlin z čeledi lunoplodovité (Menispermaceae). Jsou to dřevnaté liány se střídavými srdčitými listy s dlanitou žilnatinou. Květy jsou zelenavé a nenápadné. Plodem je peckovice. Rod zahrnuje asi 32 druhů a je rozšířen v tropech Starého světa. Tinospory obsahují širokou paletu biologicky aktivních látek včetně alkaloidů a glykosidů. Nejznámější je tinospora srdčitá, která je široce využívána zejména v asijské medicíně. Některé druhy slouží v Asii k přípravě šípových jedů.

## Popis
Tinospory jsou stálezelené nebo opadavé dřevnaté liány s poněkud sukulentními stonky a bez úponků. Často mají vzdušné kořeny. Některé druhy mají dřevnatou stonkovou hlízu (kaudex).
Listy jsou řapíkaté, srdčité nebo příležitostně střelovité či hrálovité, s dlanitou žilnatinou, většinou celistvé a celokrajné, řidčeji na okraji zubaté nebo trojlaločné. Na rubu čepele mohou být v paždí žilek domatia nebo žláznatá políčka. Květy jsou drobné a nenápadné, jednopohlavné, jednotlivé nebo v svazečcích, hroznech, vrcholících či latách. Květenství jsou buď úžlabní nebo vyrůstají na starších bezlistých stoncích. Okvětí je drobné, složené ze 6 kališních lístků ve dvou kruzích a většinou 6 (řidčeji 3) korunních lístků s nehetnatou bází a často s podvinutým okrajem. V samčích květech je 6 většinou volných tyčinek. Samičí květy mívají drobnější okvětí a obsahují 3 volné pestíčky a 6 sterilních staminodií. Čnělka je krátká a tlustá, zakončená zahnutou bliznou. Plodem je peckovice. Plody vyrůstají v souplodích po 1 až 3 na krátkých válcovitých stopkách (karpoforech) a skládajících plodenství.
Plody mají podkovovitou pecku obsahující jedno půlměsíčité semeno.

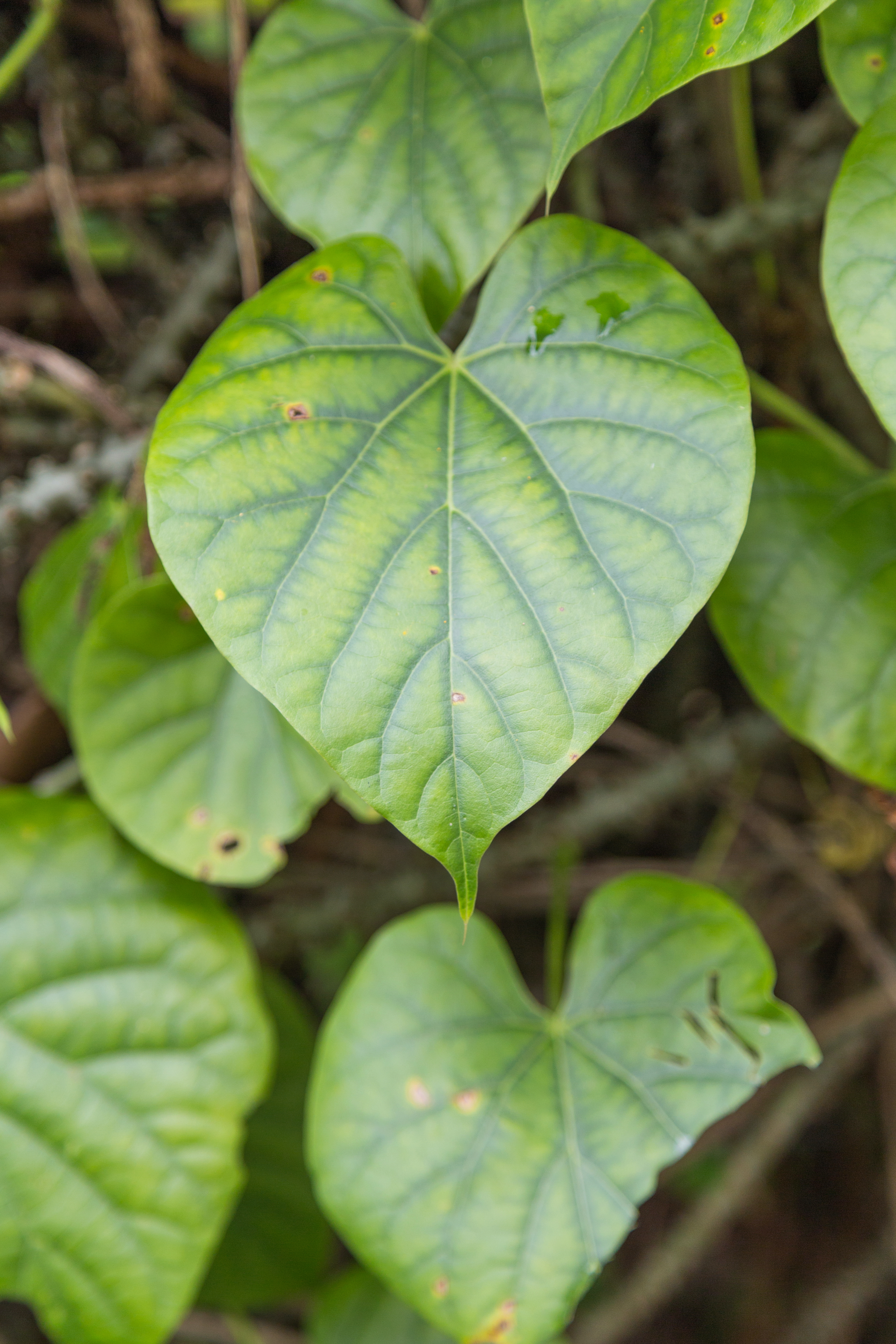
Olistění Tinospora crispa
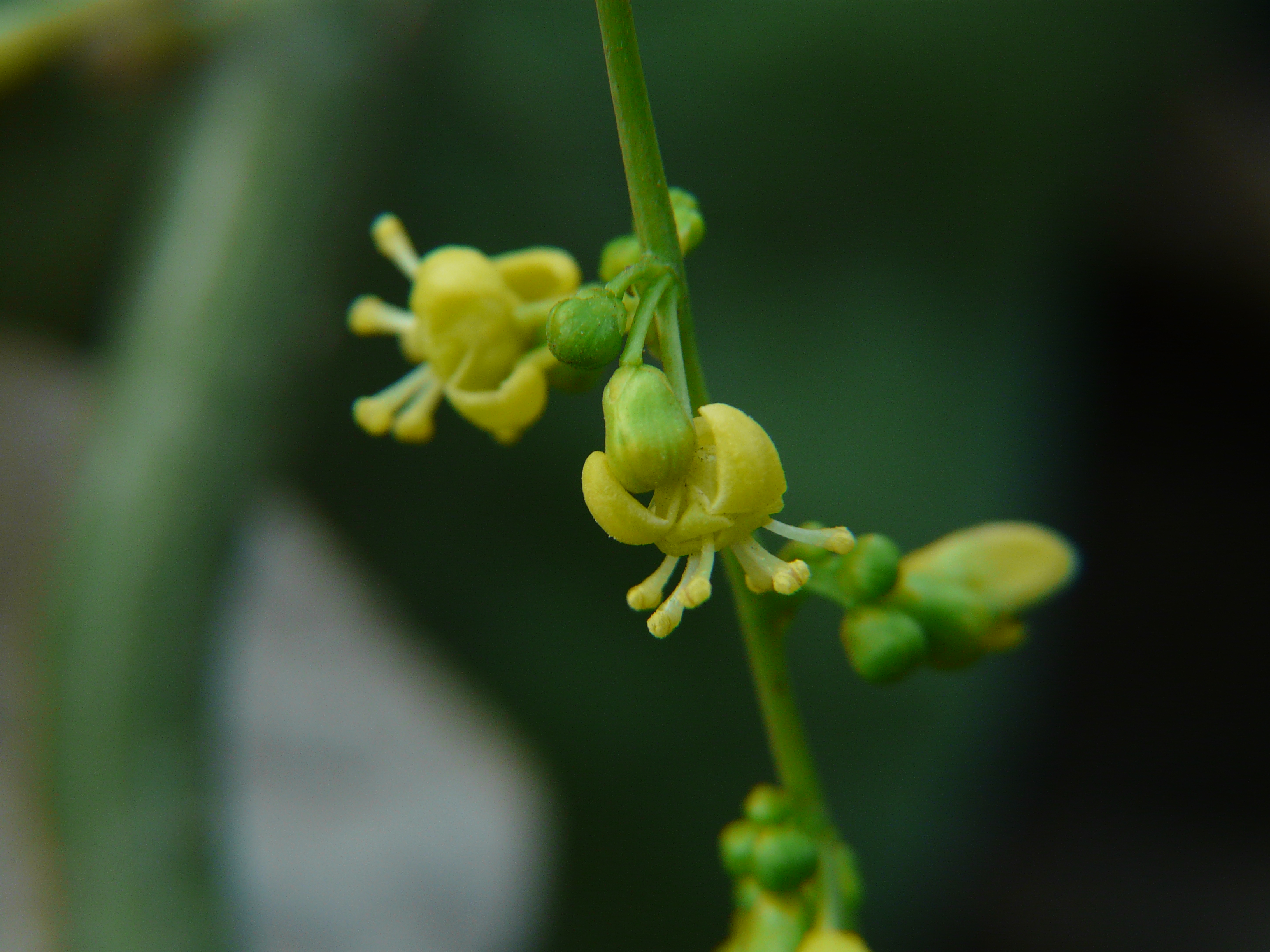
Květy tinospory srdčité
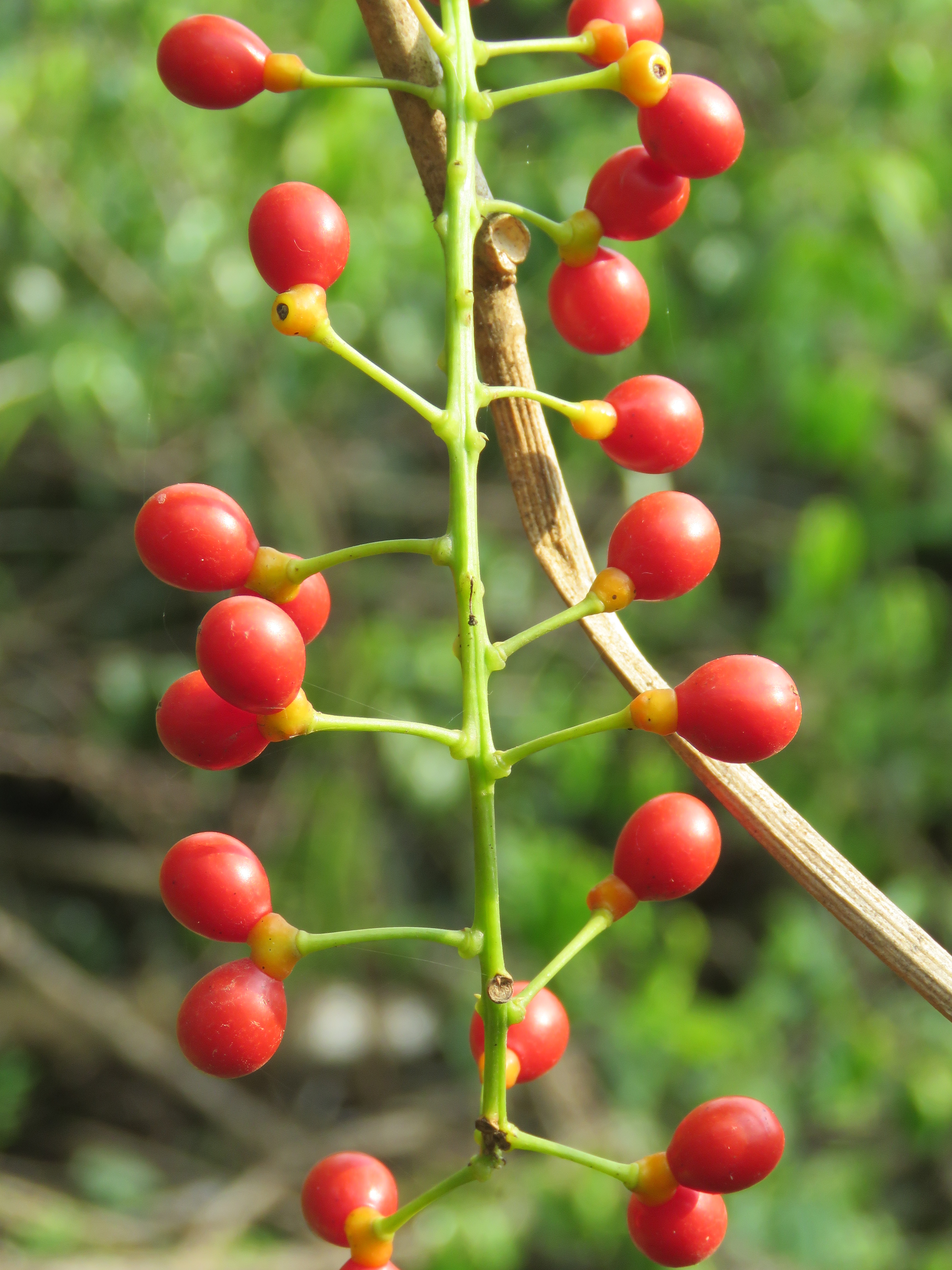
Plodenství Tinospora sinensis

## Rozšíření
Rod tinospora zahrnuje asi 32 až 39 druhů. Je rozšířen v tropech Starého světa. Areál zahrnuje téměř celou subsaharskou Afriku včetně Madagaskaru, Arábii, tropickou Asii od Indického subkontinentu přes jižní Čínu, Indočínu a jihovýchodní Asii po západní Tichomoří a severní a severovýchodní Austrálii. Není zastoupen v Jihoafrické republice.
Z celkového počtu 32 druhů připadá 7 na tropickou Afriku, 2 na Madagaskar a 23 na oblast Asie, Austrálie a Tichomoří. Z Číny je uváděno 6 druhů, z toho 3 endemické.

## Ekologické interakce
Na listech tinospor se v Asii živí housenky pohledného babočkovitého motýla Parthenos sylvia a různých druhů můr, zejména osenic rodu Eudocima.
V tropické Asii jsou též hostitelem housenek osenice Eudocima phalonia, která je významným škůdcem ovocných plodin, zejména citrusů a longanu. Dospělé můry plody napichují a živí se vytékající šťávou, což vede k hnilobě a znehodnocení ovoce. V Indočíně jsou tinospory typickou složkou sekundární vegetace po vymýcení primárních lesních porostů, což přispívá k přemnožení těchto škůdců. K rozšíření rostlin přispívá i jejich snadná regenerace z bezlistých kusů stonku, ponechaných na místě po kácení.

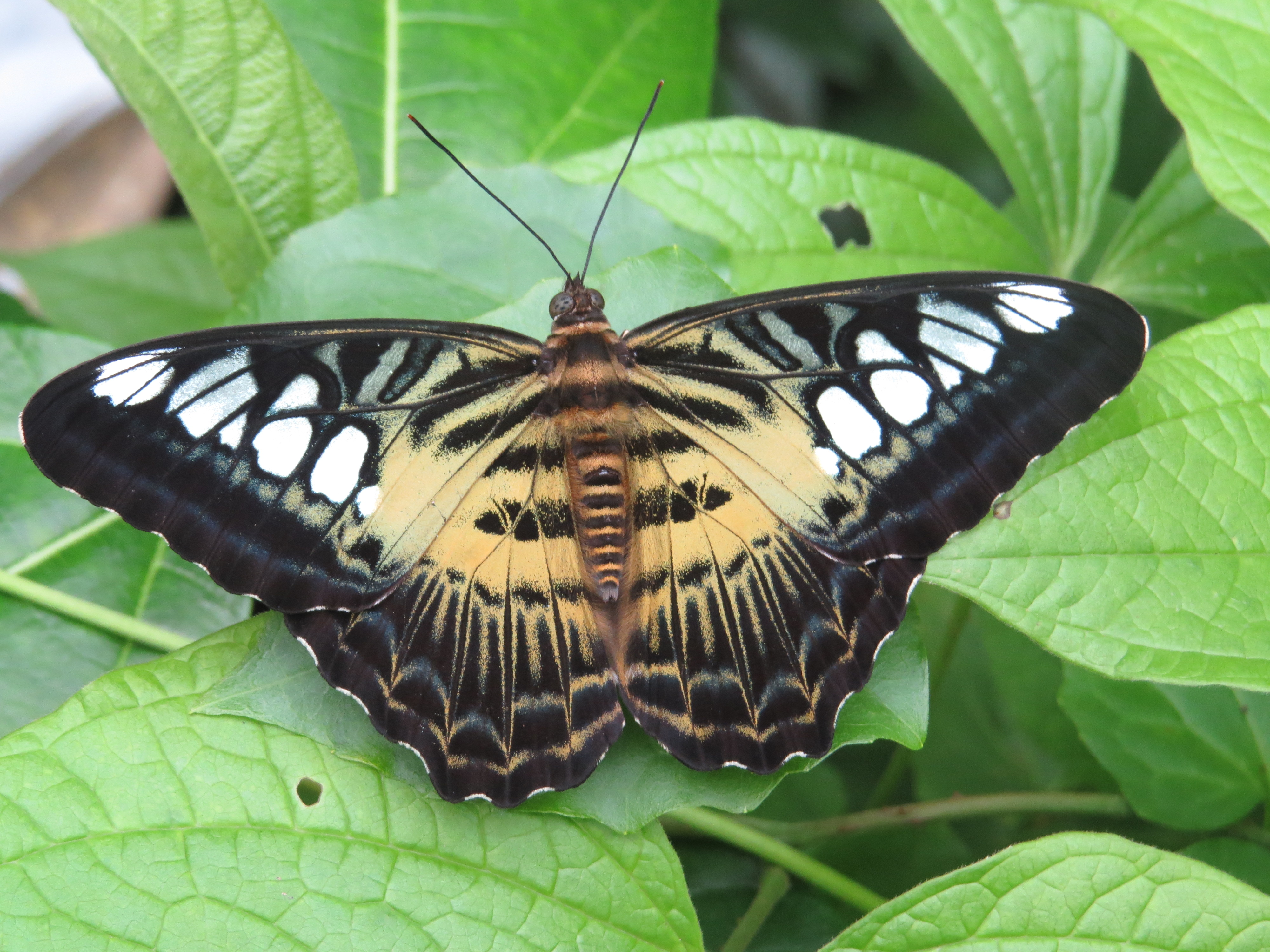
Babočka Parthenos sylvia
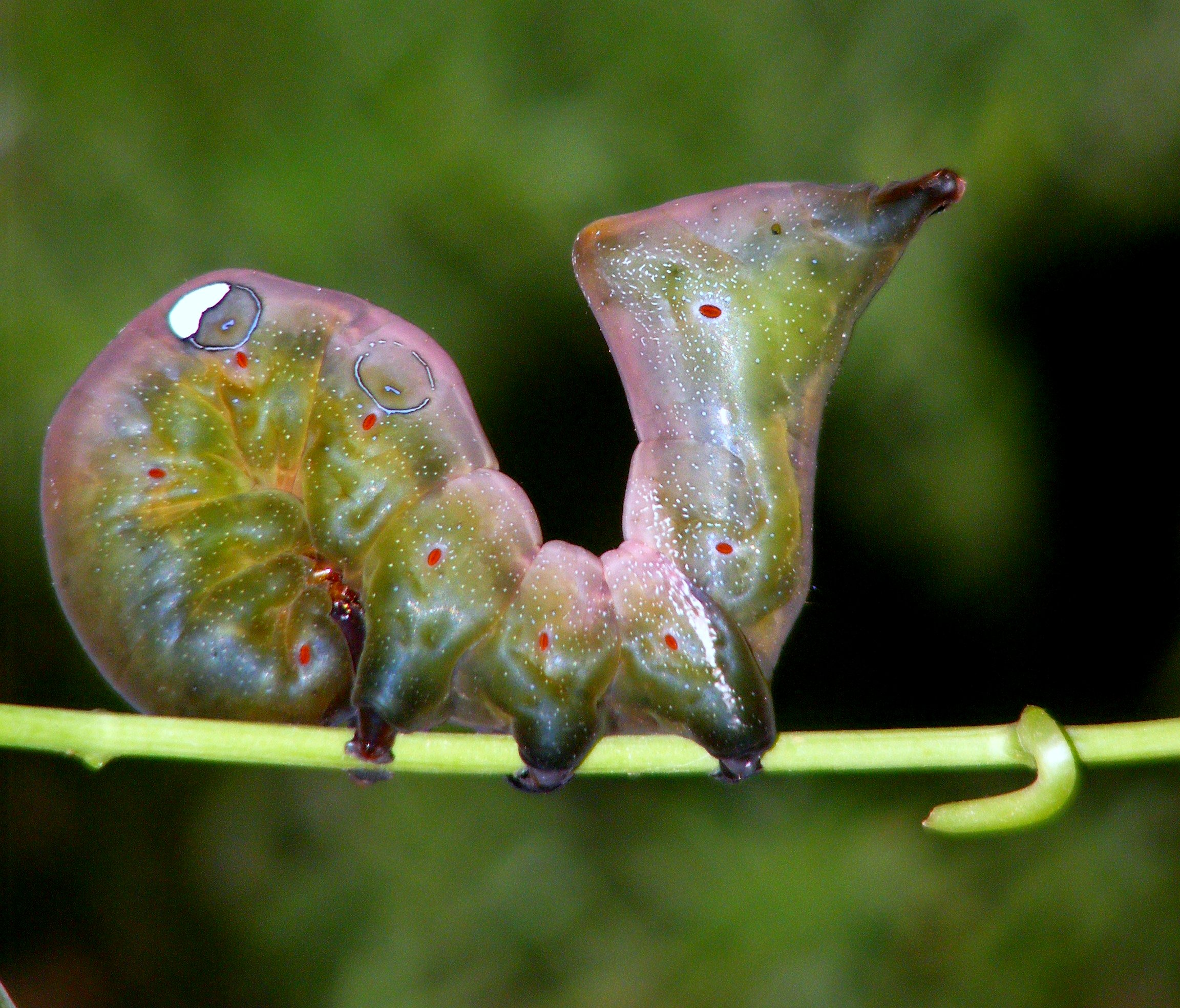
Housenka osenice rodu Eudocima na tinospoře
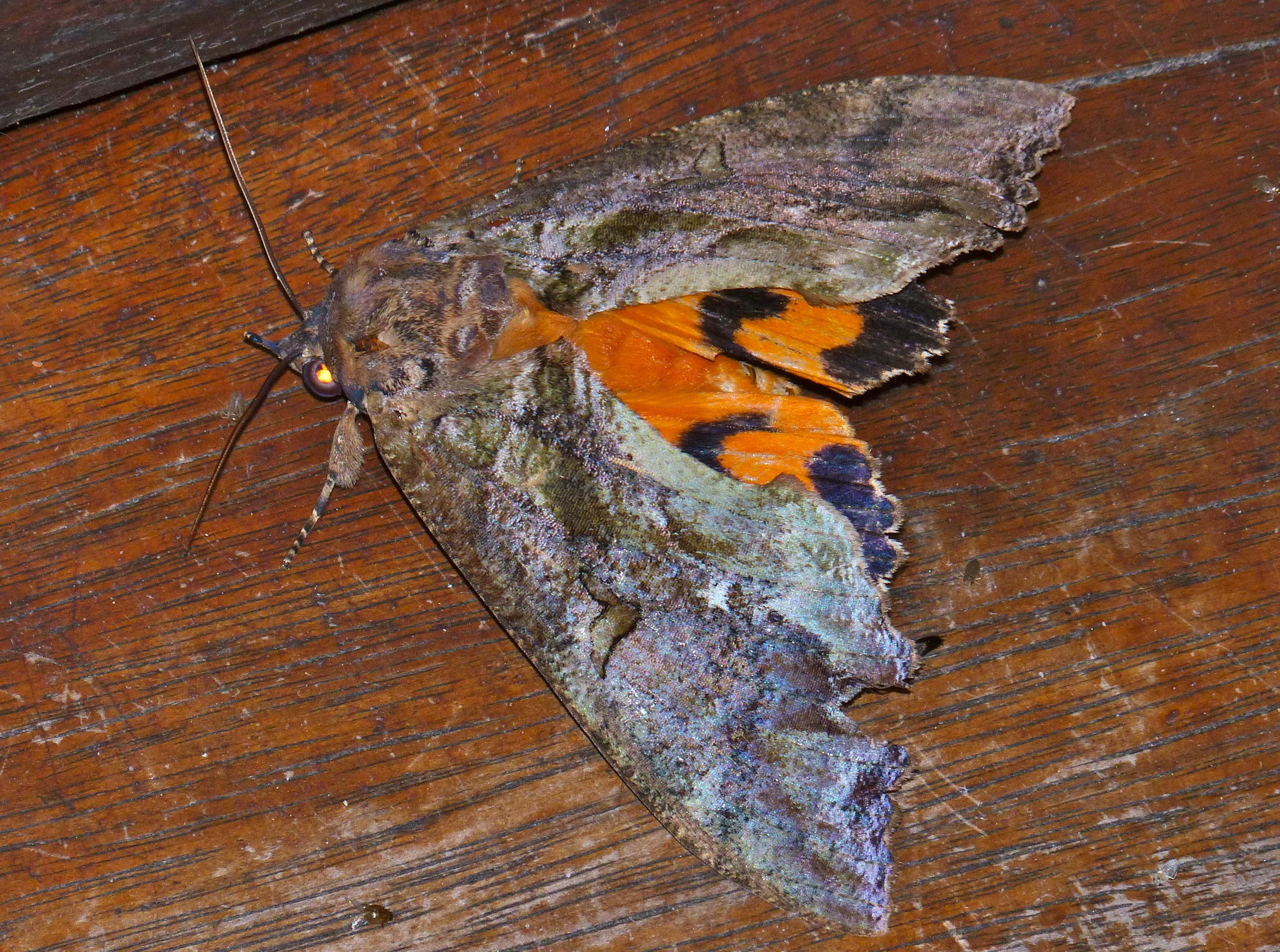
Osenice Eudocima phalonia

## Obsahové látky
Tinospory obsahují širokou paletu biologicky aktivních obsahových látek. Po biochemické stránce je nejprozkoumanějším druhem tinospora srdčitá. V rostlině byla zjištěna řada alkaloidů (berberin, cholin, tembetarin, magnoflorin, tinosporin, palmetin, isokolumbin, jatrorrhizin aj.), glykosidů, diterpenoidních laktonů (furanolakton, tinosporon, tinosporidy, jateorin, kolumbin aj.) a steroidů, také seskviterpenoidy (tinocordifolin), fenolické sloučeniny, alifatické uhlovodíky a polysacharidy.

Alkaloid palmatin
Alkaloid magnoflorin

## Taxonomie
Rod Tinospora je v rámci čeledi Menispermaceae řazen do podčeledi Chasmantheroideae a tribu Burasaieae. V roce 2016 byla uveřejněna fylogenetická studie tribu Burasaieae, prokazující, že rod Tinospora je v klasickém pojetí parafyletický a skládá se ze 3 samostatných vývojových větví, promísených větvemi jiných rodů daného tribu. Proto byly dva čínské druhy (T. dentata, T. sagittata) přeřazeny do nového rodu Paratinospora a pro africký druh Tinospora caffra byl revitalizován rod Hyalosepalum. Podrobný fylogenetický průzkum dalších afrických druhů a komplexní vymezení rodu Hyalosepalum však dosud nebyly provedeny. Uvedené změny nejsou dosud ve světových botanických checklistech reflektovány.

## Zástupci
- tinospora srdčitá (Tinospora cordifolia)

## Význam
Tinospory mají význam zejména jako léčivé rostliny. Stonek tinospory srdčité je součástí ájurvédických preparátů k léčení celkové slabosti, dyspepsie, horeček a onemocnění močových cest.
Silně hořké hlízovité kořeny Tinospora sagittata jsou v tradiční čínské medicíně používány při léčbě kašle a jiných neduhů horních cest dýchacích. Stonky a listy druhů Tinospora crispa a T. sinensis jsou v lidové medicíně Číny a Indočíny používány jako protizánětlivý, protimalarický a antibakteriální prostředek.
V tropické Asii je druh Tinospora crispa používán podobně jako některé jiné rostliny z čeledi lunoplodovité (jahodníčky, Coscinium fenestratum) k přípravě šípových jedů, známých jako ipos a podobných jihoamerickému kurare.
Africký druh Tinospora caffra s výraznou dřevnatou hlízou (kaudexem) je občas pěstován ve sbírkách sukulentních rostlin. V českých botanických zahradách se tinospory téměř nepěstují. Druh Tinospora tenera je uváděn ze sbírek Pražské botanické zahrady v Tróji.